# La Escalera, Xilitla
La Escalera är en ort i Mexiko.   Den ligger i kommunen Xilitla och delstaten San Luis Potosí, i den centrala delen av landet, 220 km norr om huvudstaden Mexico City. La Escalera ligger 333 meter över havet och antalet invånare är 303.
Terrängen runt La Escalera är varierad. Runt La Escalera är det tätbefolkat, med 427 invånare per kvadratkilometer. Närmaste större samhälle är Villa Terrazas, 7,5 km öster om La Escalera. I omgivningarna runt La Escalera växer huvudsakligen savannskog.